# Ambrosiansk rit

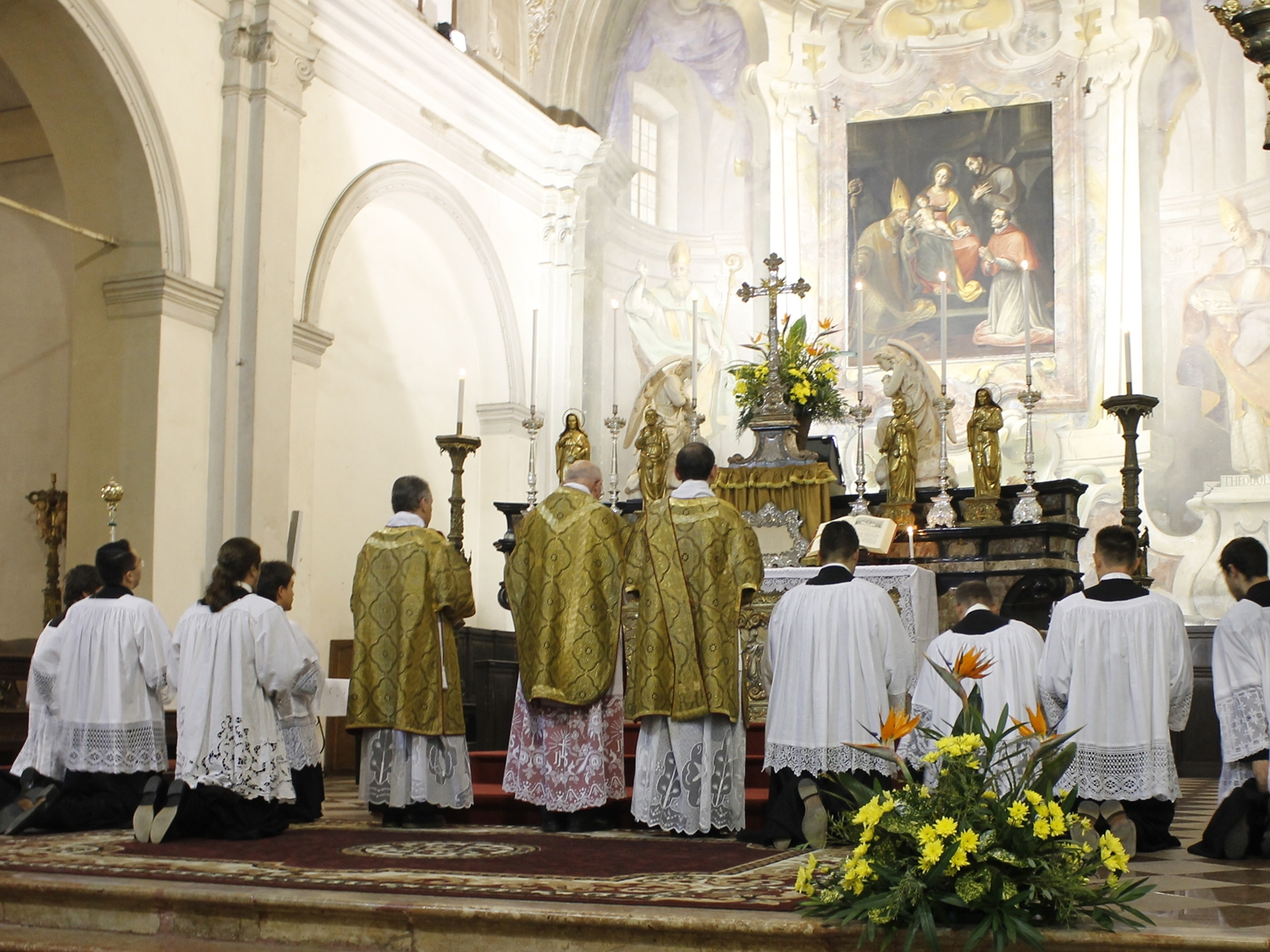
Högtidlig mässa enligt den ambrosianska riten.

Den ambrosianska riten är en av flera riter inom den latinska ritfamiljen inom Romersk-katolska kyrkan. Den är uppkallad efter Ambrosius (död 397), ärkebiskop av Milano, och utövas fortfarande i nordvästra Lombardiet i Italien.